# Tortricidae
Tortricidae là một họ bướm đêm thuộc bộ Lepidoptera. Đây là một họ lớn gồm hơn 9.400 loài đã được miêu tả, và là họ duy nhất trong liên họ Tortricoidea. Đa số các loài thuộc họ là động vật gây hại. Olethreutidae là tên đồng nghĩa của họ này. Các tư thế nghỉ ngơi điển hình là đôi cánh gấp lại tạo thành dạng khá tròn.

## Một số loài đặc trưng
Các loài này đa số là loài gây hại:-
- Adoxophyes orana
- Archips podana
- Archips rosana
- Argyrotaenia ljungiana, a pest on vines, maize và fruit trees
- Cydia molesta
- Cydia pomonella
- Cydia funebrana
- Cydia nigricana
- Cydia splendana
- Endopiza viteana
- Epiphyas postvittana
- Grapholita delineana
- Grapholita molesta
- Grapholita packardi
- Lobesia botrana
- Pandemis cerasana
- Sparganothis pilleriana
- Spilonota ocellana
- Thaumatotibia (Cryptophlebia) leucotreta